# Edoardo Mangiarotti
Edoardo Mangiarotti (n. 7 aprilie 1919, Renate, Lombardia, Regatul Italiei – d. 25 mai 2012, Milano, Italia) a fost un scrimer italian, laureat cu un număr record de treisprezece medalii olimpice, inclusiv șase de aur, la spadă precum și la floretă, în cinci ediții la rând ale Jocurilor Olimpice. A fost și de douăsprezece ori campion mondial.
Era fratele lui Dario Mangiarotti, și el un campion olimpic la scrimă.

## Legături externe
Materiale media legate de Edoardo Mangiarotti la Wikimedia Commons
- en Edoardo Mangiarotti la Olympedia.org